# Bolesław Prus
Bolesław Prus, pravo ime Aleksander Głowacki, poljski pisatelj, pesnik, zgodovinar in mislec. * 20. avgust 1847, Hrubieszow, † 19. maj 1912, Varšava.

## Življenje

### Otroštvo in mladost
Rodil se je v Hrubieszowu, oče Anton Głowacki je bil pripadnik šlahte in oskrbnik posestva. Za svoj poznejši psevdonim je vzel ime družinskega grba (Prus I). Pri treh letih mu je umrla mama, pri devetih je ostal še brez očeta. Tako je prišel v oskrbo babice Marcijane Trembinske, ki je živela v Puławah. Po njeni smrti je šel živet k teti Domicijani v Lublin, kjer je štiri leta obiskoval šolo. 1861 se je preselil k trinajst let starejšemu bratu Leonu, ki je bil učitelj zgodovine. Leta 1862 sta se preselila v Kielce, kjer se je vpisal na gimnazijo. Pod vplivom brata, ki je bil aktivist Stranke rdečih, je Aleksander pri šestnajstih letih prekinil šolanje in se udeležil januarske vstaje proti Rusom. 1. septembra je bil v bitki v vasi Białka hudo ranjen in odpeljan v rusko ujetništvo. Zaradi mladosti in priprošnje tete mu je bilo dovoljeno, da se vrne v Lublin. 
20. januarja 1864 so ga aretirali zaradi sodelovanja pri vstaji in tri mesece je preživel v zaporu na lublinskem gradu (danes na tem mestu stoji Lublinska katoliška univerza). Vojaški sodnik mu je odvzel plemiški naziv in ga dal v oskrbo stricu Klemensu Olszewskemu. Po prestani kazni je na lublinski gimnaziji nadaljeval s šolanjem in ga končal leta 1866 z odličnim spričevalom. Študija v Peterburgu zaradi finančnih težav si ni mogel privoščiti, zato se je vpisal na Glavno šolo v Varšavi (Szkoła Główna Warszawska) na smer matematika-fizika. Denar za študij je služil kot korepetitor. V prostem času je pisal članke za časopis Kurier Świąteczny, pod katerimi se je podpisoval s psevdonimom Jan w Oleju. Materialne težave so ga prisilile, da je v tretjem letniku prekinil s študijem. Preselil se je v Puławe in se lotil študija na gozdarski fakulteti, vendar se je septembra 1870 vrnil v Varšavo, saj je prišel v konflikt z enim od ruskih profesorjev. 
Preživljal se je kot fotograf, ulični govornik, ključavničar v tovarni Lilpopa i Raua. 

### Novinarstvo in leposlovje
Prvo pesem je objavil pri 21 letih. Leta 1871 je prevedel delo angleškega filozofa Johna Stuarta Milla Logika. Za njegov novinarski debut šteje članek Nasze grzechy  v reviji Opiekun domowy leta 1872. V njej se je pod objavljenimi podlistki Listy ze starego obozu prvič podpisal s psevdonimom Bolesław Prus. Isto leto je v reviji Niwa objavil poljudnoznanstven članek O elektryczności. 
Satirične članke (Szkice społeczne) in humoreske (Kłopoty babuni in To i owo) je objavljal v revijah Mucha (od 1873) in Kolce (od 1874). V Niwi je izhajal njegov stalni feljton Sprawy bieżące. 1874 je v Kurieru Warszawskem objavil serijo sedmih del iz cikla Szkice warszawskie. Isti časopis mu je leta 1875 začel objavljati Kartki z podróży - feljtone in reportaže, ki jih je pisal med številnimi potovanji po deželi, ter cikel člankov Kronika tygodniowa, s katerimi si je pridobil priljubljenost. Bralce so pritegnile njegove politične, socialne in moralne presoje.
Podlistki so mu prinašali znatne dohodke in ga za nekaj časa finančno stabilizirali. To mu je omogočilo poroko z Oktavijo Trembińsko, daljno sestrično po materini strani. Žena je od tedaj skrbela za njegovo zdravje, saj je Prus trpel za agorafobijo. Zakonski par nikoli ni dočakal potomcev, posvojeni sin Emil pa je pri 18 letih storil samomor zaradi nesrečne ljubezni.
Leta 1876 je začel pisati za revijo Ateneum, leto kasneje za tednik Nowiny, v katerem je objavil kontroverzni dokument Szkic programu w warunkach obecnego rozwoju społeczeństwa (Programski zaris v pogojih trenutnega razvoja družbe). 1879 je vstopil v zrelo obdobje svojega novelističnega ustvarjanja, ki je trajalo vse do 1885, a nikoli ni opustil novinarstva. Večina njegovih pripovedi, novel in pozneje romanov je bilo prvič objavljenih v revijah in časopisih, s katerimi je sodeloval.
Ko je leta 1883 revija Nowiny pod uredništvom Prusa nehala delovati, so se nadenj zopet zgrnili finančni problemi. Takrat se je posvetil predvsem romanopisju. Za poljski tednik Kraj, ki je izhajal v Peterburgu, je sestavljal Pisma iz Varšave. Zahvaljujoč srečanju s slikarjem Stanisławom Witkiewiczem leta 1885 se je povezal z revijo Wędrowiec, kjer je objavil nekaj novel in pripovedi ter roman Placówka, v katerem je viden vpliv naturalizma.
Leta 1882 je odšel na počitnice v Nałęczów in od tedaj tja zahajal vse do smrti. Danes je tam muzej Bolesława Prusa.
V bližnje mestece Bochotnica je umestil dogajanje novele Antek. 1895 je odšel na edino potovanje izven meja Poljske: v Nemčijo, Švico in Francijo, obiskal je Berlin, Dresden, Karlsbad, Rapperswil (kjer se je srečal z Žeromskim) in Pariz.
V zadnjih letih življenja je bil kot časnikar zelo priljubljen. Veljal je za prvega predstavnika utilitarizma; pod vplivom filozofa Spencerja je družbo dojemal kot organizem. Vse življenje je bil družbeno angažiran, vodil je veliko iniciativ in projektov, bil skrbnik in zaščitnik sirot v dobrodelni organizaciji in predsedoval društvu, ki je organiziralo tečaje za nepismene odrasle. V oporoki je štipendije namenil nadarjenim otrokom iz revnih vaških družin. Svojo knjižno zbirko je zapisal Društvu javne knjižnice v Varšavi, del njegovih knjig pa je žena Oktawia podarila knjižnici Hieronima Łopacińskega v Lublinu.
V 54. letu je umrl za srčnim infarktom. Za njegovim pogrebom 22. maja 1912 je šla velika množica. Pokopan je na pokopališču v Varšavi. Nagrobnik je zasnoval Stanisław Jackowski, na njem je napis: »Srce src«.

## Ustvarjalnost
Prusovo pripovedništvo spominja na Charlesa Dickensa in Antona Pavloviča Čehova. 
V zgodnjih delih je tematiziral socialne krivice in neproduktivno življenje veleposestnikov (Dusze w niewoli, Anielka, Powracająca fala).
Njegov prvi daljši roman je bil Placówka (1885–1886), ki je v podlistku izhajal v reviji Wędrowiec. Zatem je v podlistkih izhajal roman o Varšavi Lutka (1887–1897), ki je bil v knjižni obliki izdan 1894. V svojem edinem zgodovinskem romanu Faraon (1895–1896), ki je izhajal v tedniku Tygodnik Ilustrowany in bil v knjižni obliki izdan leta 1897, je na podlagi fragmentov iz egipčanske zgodovine predstavil mehanizme oblasti, države in družbe. Roman Dzieci je izšel leta 1908, v njem je podal kritiko ruske revolucije leta 1905. Umrl je med pisanjem zadnjega romana Przemiany (1911–1912), ki je ostal nedokončan. 

## Dela

### Kratke pripovedi
- Pałac i rudera (1875)
- Powracająca fala (1880)

### Novele
- Przygoda Stasia (1879)
- Michałko (1880)
- Antek (1880)
- Katarynka (1880)
- Nawrócony (1881)
- Kamizelka (1882)
- On (1882)
- Milknące głosy (1883)
- Grzechy dzieciństwa (1883)
- Na wakacjach (1884)
- Omyłka (1884)
- Pleśń świata (1884)
- Żywy telegraf (1884)
- Cienie (1885)
- Z legend dawnego Egiptu (1888)
- Sen (1890)

### Romani
- Dusze w niewoli (knjižna izdaja 1877)
- Anielka (1880)
- Placówka (1885 v feljtonu, knjižna izdaja 1886), v prevodu Petra Miklavca je 1885 izšel v časniku Edinost pod naslovom Prednja straža, 1906 v knjigi pod naslovom Straža v prevodu Frana Viranta (COBISS), ponatis 1951
- Lalka (knjižna izdaja 1890), v slovenščino prevedel Marjan Bregant - Lutka (1956) (COBISS)
- Emancypantki (knjižna izdaja 1894), v slovenščino prevedel Joža Glonar - Emancipiranke: Zgodba v štirih knjigah (1939) (COBISS)
- Faraon (knjižna izdaja 1897), zgodovinski roman, v slovenščino prevedel France Koblar - Faraon (1932, ponatis 1967) (COBISS)
- Dzieci (knjižna izdaja 1909)

V Slovencu sta bili objavljeni krajši pripovedi Na počitnicah 3. jan. 1925 in Na gorah 19. febr. 1925.